# Lemkové
Lemkové (ukrajinsky лемки, slovensky Lemkovia) jsou rusínské etnikum žijící ve Lvovské a Zakarpatské oblasti (Velkoberezňanský rajón) Ukrajiny, v jihovýchodním Polsku a (většina) v Prešovském kraji na Slovensku.

## Název
Slovo „Lemkové“ vzniklo v 19. století v polské společnosti a mělo původně ironický význam („lem“ v rusínském dialektu znamená „jen“), ale samotní Lemkové označovali sami sebe za „ruský národ“, Rusíny, „Rusnáky“. Na přelomu 19. a 20. století přijali název Lemkové za vlastní. Před 1. světovou válkou se za Lemky pokládalo rusínské obyvatelstvo Nízkých Beskyd (polsky Beskid niski) – v pásmu širokém 10–25 km, od Popradské doliny až k údolí řeky Oslawy; a východního Slovenska – až k Vihorlatu a Spišské Maguře – vše na území tehdejšího Rakouska-Uherska.

## Historie

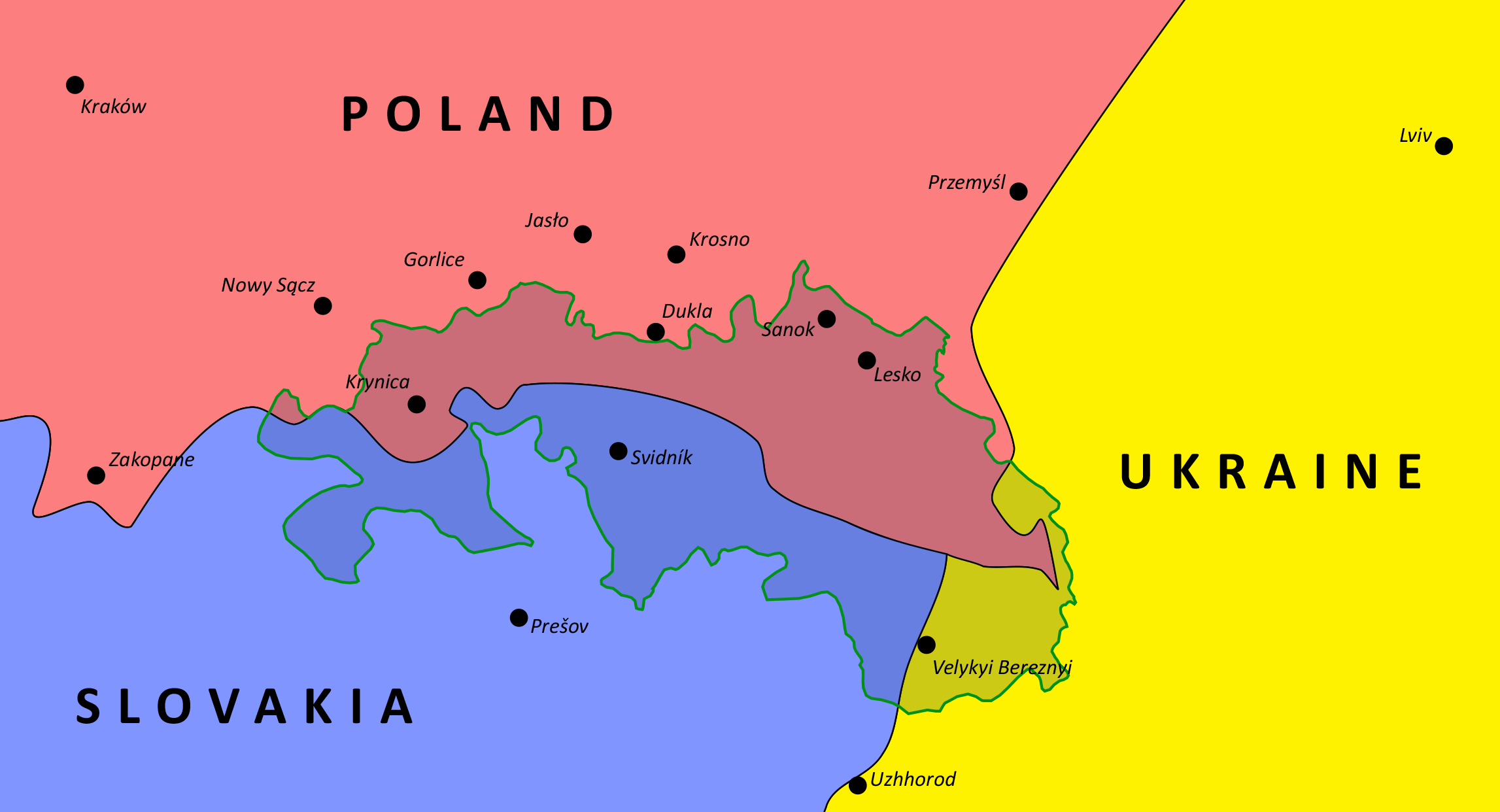
Mapa Lemkoviny

Národní sebeurčení Lemků na konci 19. století mělo několik proudů: „staroruský“ proud se hlásil k tradici Kyjevské Rusi a vzhlížel ke kultuře zidealizovaného Ruska, ukrajinský proud naproti tomu Lemky pokládal za slovakizované a popolštěné Ukrajince. Lemkovská otázka se vyhrotila těsně před 1. světovou válkou. Rakouské orgány se obávaly zneužití lemkovských sympatií k Rusům při postupu carské armády, a proto se snažily Lemky zastrašit; počátkem srpna 1914 tak bylo v Haliči uvězněno kolem 1,5 tisíce lemských představitelů (kněží, učitelů, politicky aktivních sedláků) a polní soudy je odsuzovaly k smrti. Na podzim 1914 ovládla haličské Karpaty ruská armáda a Lemkové se v této situaci snažili získat politické výhody, avšak po gorlickém průlomu se oblast vrátila pod rakouskou správu a došlo k další vlně pronásledování Lemků.

Vlajka Lemků

Po rozpadu Rakouska-Uherska a vzniku Československa a Polska bylo dosud volně průchozí území obývané Lemky rozděleno mezi dva státní celky. Lemkové proto začali jednat o svém sebeurčení. V polské vesnici Florynka se 5. prosince 1918 konalo patrně první shromáždění Lemků v historii (kolem pěti set představitelů sto třiceti haličských vesnic a delegáti z USA a ČSR, zástupci polských státních orgánů), na němž byla zvolena Hlavní rada Lemkovska. Vůdčími postavami lemkovského hnutí se stali Dr. Jarosław Kaczmarczyk a kněz Mychajło Jurczakewycz. Nebyly však určeny jednoznačné cíle hnutí – jedni chtěli připojení k „Velkému Rusku“, jiní k ULR, jiní k ČSR a rovněž se objevil požadavek na nezávislý karpatorusínský stát s hlavním městem Prešov nebo Užhorod. Situace se záhy zkomplikovala po vypuknutí polsko-ukrajinské války a obsazení Ukrajiny. Od konce ledna 1919 se v Lemkovsku konaly manifestace za sjednocení s Rusíny v ČSR, Polsko se však nemínilo území Lemků vzdát a Československo nemělo zájem o jeho ovládnutí. V březnu 1919 byli přední představitelé lemkovského odporu (včetně Jurczakewycze a Kaczmarczyka) uvězněni. Soud v Nowem Sączi je sice osvobodil, přesto snahy o sebeurčení Lemků skončily neúspěchem.
Během druhé světové války byly karpatské rusínské oblasti zpustošeny frontou a následnou občanskou válkou. V roce 1945 byly rozděleny mezi Polsko a Sovětský svaz. Už během roku 1946 byla část obyvatelstva vysídlena do západního Polska a další obyvatelé odešli na Ukrajinu, do USA a do Československa. Aby polské úřady natrvalo odstranily problém s nepoddajným lemkovským obyvatelstvem (mezi nímž nacházely útočiště i početné partyzánské jednotky ukrajinských banderovců), rozhodly 29. března 1947 o hromadném vysídlení Lemků do západního a severního Polska (Dolní Slezsko, Pomoří a Mazursko) v rámci tzv. operace Visla, polsky „Akcja Wisła“, „akcja W“). Lemkovsko tak bylo během čtvrt roku prakticky vylidněno. Návrat v letech 1957–1958 byl povolen jen nepatrné části a oblast postupně osídlili Poláci.

## Současnost
Část Lemků se hlásí k ukrajinské národnosti, část k rusínské. Při polském sčítání lidu v roce 2002 se k lemkovské národnosti přihlásilo přibližně 5 900 osob.
Na základě lemkovských dialektů polských Beskyd byla kodifikována polská varianta rusínštiny.

## Galerie

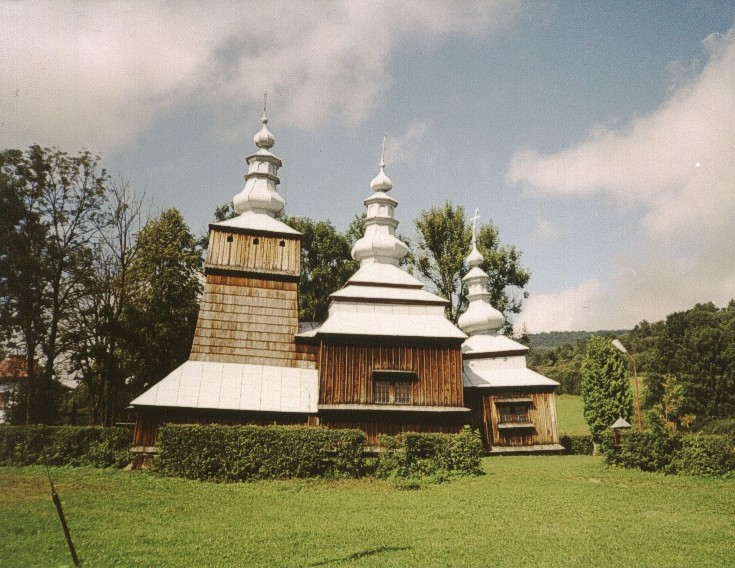
Lemkovský kostelík v polských Beskydech
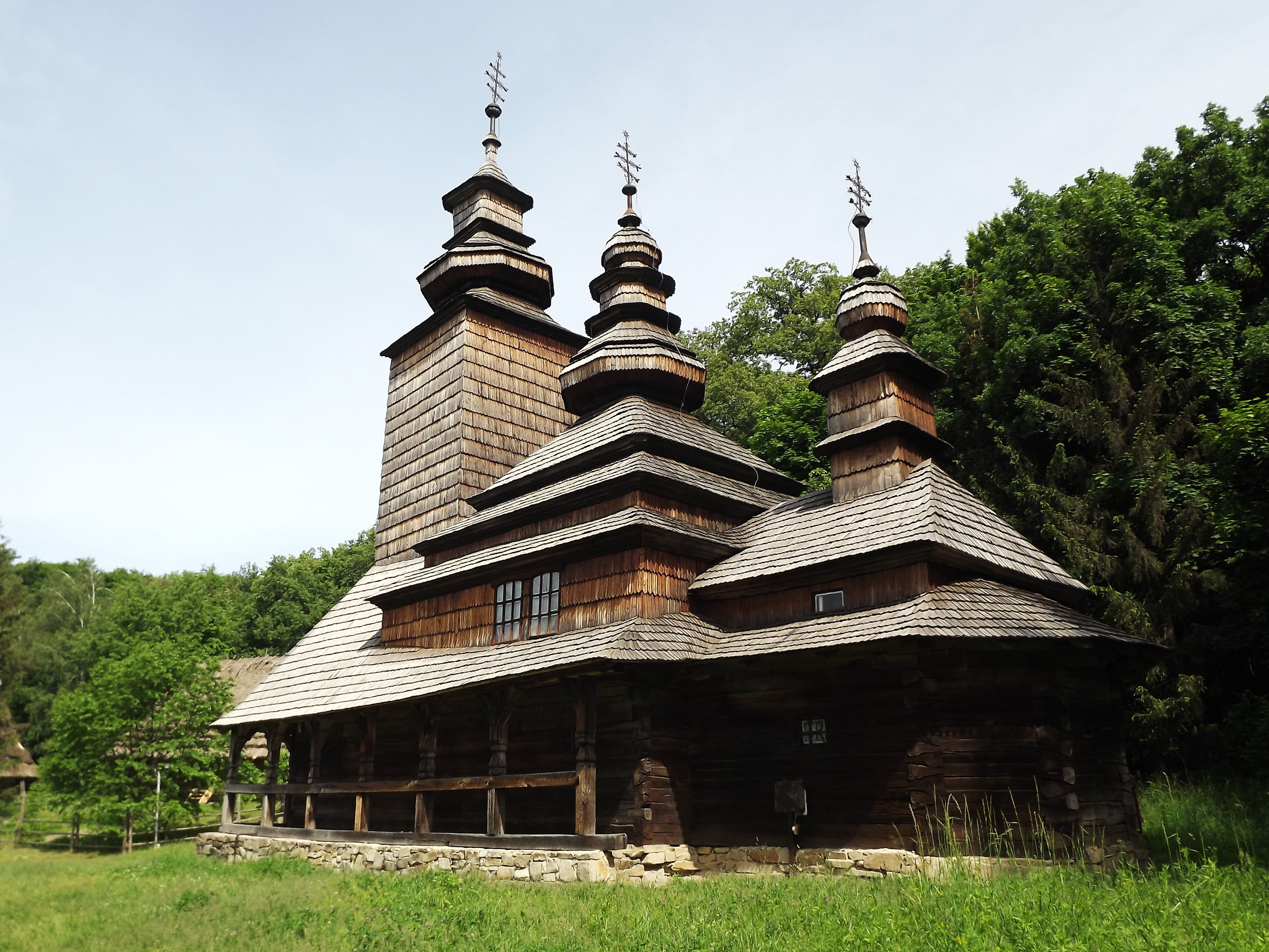
Lemkovský kostelík ve skanzenu v Kyjevě
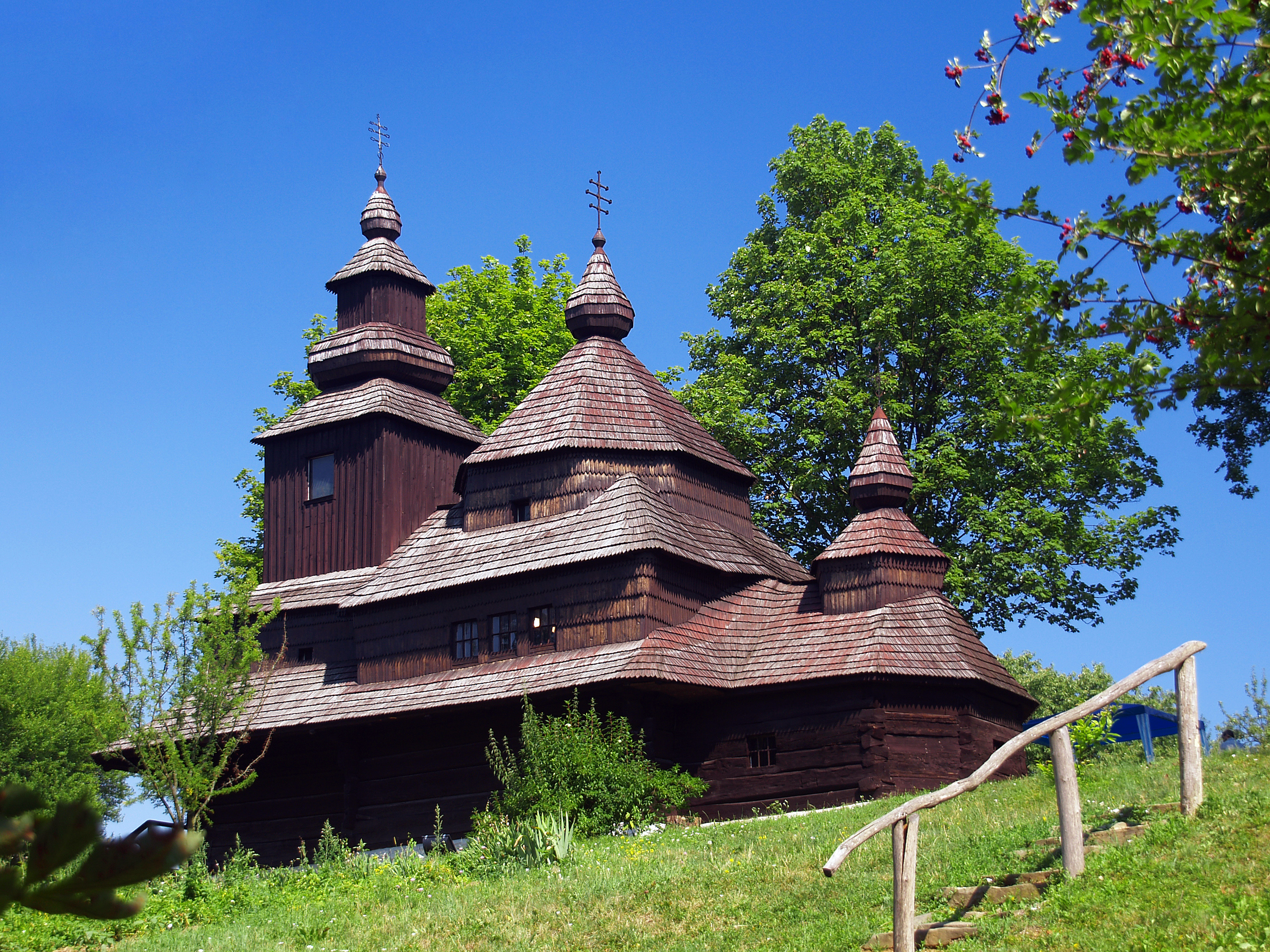
Lemkovský kostelík ve skanzenu v Humenném